# Pourouma phaeotricha
Pourouma phaeotricha là loài thực vật có hoa trong họ Tầm ma. Loài này được Mildbr. miêu tả khoa học đầu tiên năm 1927.